# AN/PEQ-2雷射瞄準器
AN/PEQ-2（英語：Target Pointer/Illuminator/Aiming Light，簡稱：TPIAL，意為：目標定點、照明及瞄準燈，國家庫藏編號：5855-01-422-5253）是一種由透視科技公司研製及生產、利用MIL-STD-1913戰術導軌裝上步枪上的雷射／红外线瞄準器（簡稱：LAM）系統。

## 美國軍方使用

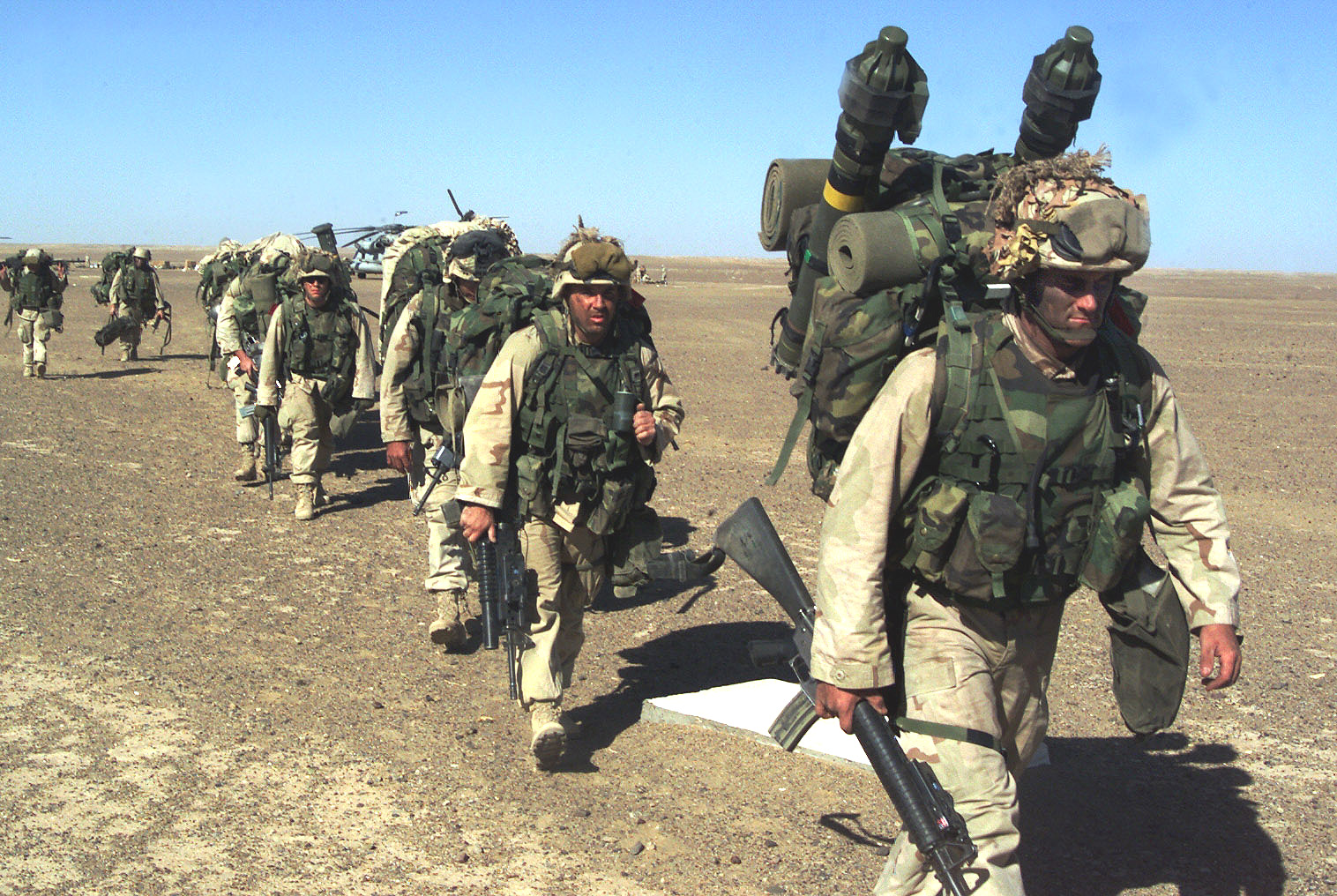
2001年11月，美國海軍陸戰隊裝備了配備AN/PEQ-2的M16A2步槍。

AN/PEQ-2是在波斯灣戰爭後於1990年代初設計的AN/PAQ-4C的後繼型。
該部件是按照軍用標準所製造，目前正在美國軍隊之中服役。這也是美国特種部隊作戰的改進型套件（SOPMOD Block I）的一部分。該設備是目前正被更新和更小型的AN/PEQ-15甚至附帶戰術燈的AN/PEQ-16A所取代。

## 設計及型號
AN/PEQ-2分別具有雷射／红外线發射器，一個較窄的發射口用於步槍的瞄準，另一個較寬的發射口用於像一支手電筒般，發射雷射以對準目標照射。而使用肉眼不可見的红外线激光時，目標上會産生一個非常小的紅色激光點，該激光點出現的位置附近的範圍就會是彈著點。但只適合陰暗處或晚上使用，而且必需利用被動式夜視裝備才能看到。每條雷射可以獨立歸零，以及可以獨立調整其照射的半径。這兩種激光器的合併成為一個有六種手動操作模式開關的部件，它有以下模式：
| 模式（Mode） | 標記（Marking）                                | 雷射定位（Targeting laser） | 雷射照射器（Illumination laser） |
| ------------ | ---------------------------------------------- | --------------------------- | -------------------------------- |
| 0            | 關閉（OFF）                                    | 關閉                        | 關閉                             |
| 1            | 低功率雷射定位（AIM LO）                       | 低功率                      | 關閉                             |
| 2            | 低功率雷射定位及雷射照射器（DUAL LO）          | 低功率                      | 低功率                           |
| 3            | 高功率雷射定位（AIM HI）                       | 高功率                      | 關閉                             |
| 4            | 高功率雷射定位及低功率雷射照射器（DUAL LO/HI） | 高功率                      | 低功率                           |
| 5            | 高功率雷射定位及雷射照射器（DUAL HI）          | 高功率                      | 高功率                           |

另外，模式開關並不會開動雷射瞄準器。頂部某槽凹按鈕設計裝置能夠一次簡單打開雷射或輕輕地轉動兩次雷射選擇轉盤直到停止使用，或者按三分之一的時間或通過轉換模式直到切換至開關。此外，還有一個外加的压力開關，可插入設備的後方，然後把压力開關放在幾乎任何一部份，只要電線受壓力開關的長度開關，通常長度是1.59英尺（48.46厘米）。當然，這種壓力開關的運作方式和凹槽按鈕相同。
而升級版的AN/PEQ-2A採用了安全的藍色物理阻止塊，它可以阻止轉動模式切換到任何高功率模式，這可防止造成任何眼睛上的損傷。這兩種衍生型的防水深度為20公尺（21.87码，65.62英尺），能使用2顆三號電池（AA）。另外亦衍生出民用型的版本，他們可以使用能量更大的AA電池，仍然具有雷射／红外线組合，或其一甚至兩種都改為其他功能。
AN/PEQ-2使用導軌連接時，後方基本上悬空，這設計的缺陷是如果從後方受到撞擊，很容易就會折斷成兩截。

## 使用者
- 阿富汗
  - 阿富汗國民軍：主要由特種部隊和突擊隊所使用。
  - 阿富汗內務部警察特別單位總司令部
  - 阿富汗國家安全局
- 阿富汗伊斯蘭酋長國
  - 伊斯蘭酋長國軍：主要由特種部隊單位使用。
  - 阿富汗內務部警察特別單位總司令部
  - 情報總局（英语：General Directorate of Intelligence）
- 阿尔巴尼亚
  - 阿爾巴尼亞陸軍（英语：Albanian Army）特種作戰團（英语：Special Operations Regiment (Albania)）
- - 澳洲陸軍特種作戰司令部：目前已被AN/PEQ-15等較新款的雷射瞄準器所取代。
- - 孟加拉軍隊（英语：Military of Bangladesh）特種部隊單位
- 加拿大
  - 加拿大軍隊
- 芬兰
  - 芬蘭陸軍烏蒂·獵兵團（英语：Utti Jaeger Regiment）
- 法國
  - 法國特種作戰司令部（英语：Special Operations Command (France)）：目前已被AN/PEQ-15等較新款的雷射瞄準器所取代。
- - 喬治亞武裝部隊特種作戰部隊（英语：Georgian Special Operations Forces）：目前已逐漸被AN/PEQ-15等較新款的雷射瞄準器所取代。
- 匈牙利
  - 匈牙利國防軍
- 印度
  - 印度陸軍傘兵特種部隊（英语：Para SF）
- 伊拉克
  - 伊拉克特種作戰部隊
- 義大利
  - 義大利特種部隊（英语：Italian Special Forces）
- 日本
  - 陸上自衛隊特殊作戰群：目前已逐漸被LA5/PEQ等較新款的雷射瞄準器所取代。
- - 內務部特種部隊
- 墨西哥
  - 墨西哥軍隊
- 新西兰
  - 紐西蘭國防軍
- 挪威
  - 挪威國防軍
- 巴基斯坦
  - 巴基斯坦陸軍特別勤務群（英语：Special Service Group）
- 菲律賓
  - 菲律賓特種部隊
- 波蘭
  - 特種軍司令部（英语：Polish Special Forces）：目前已被AN/PEQ-15等較新款的雷射瞄準器所取代。
- 中華民國
  - 中華民國特種部隊
- 斯洛伐克
  - 斯洛伐克陸軍（英语：Slovak Army）第5特種作戰團（英语：5th Special Operations Regiment (Slovakia)）：目前已被AN/PEQ-15等較新款的雷射瞄準器所取代。
- - 索馬里陸軍（英语：Somali Army）特種部隊
- 西班牙
  - 西班牙軍隊
- 泰國
  - 泰國皇家陸軍特種部隊
- 乌干达
- 英国
  - 英國特種部隊：目前已逐漸被LA5/PEQ等較新款的雷射瞄準器所取代。
- 美国
  - 美國軍隊：目前已被AN/PEQ-15等較新款的雷射瞄準器所取代。
  - 中央情報局

## 流行文化

### 電影
- 2008年—：在夜間突襲行動期間加裝於M107CQ以上，由「童子軍」所使用。
- 2014年—《美國狙擊手》：加裝於M16A4和Mk 18 Mod 0以上，分別由美國海軍陸戰隊和傑夫·凱爾（Jeff Kyle，凱爾·歐當奴飾演）所使用。
- 2025年—《戰役》：安裝在M4A1及Mk 46上，由海豹部隊成員所使用。

### 電子遊戲
在眾多可自定槍械附件的電子遊戲當中，AN/PEQ-2一直以雷射瞄準器之姿出現，儘管以這些作品設定的時間點而言顯得過時。
- 2007年—及重製版：只於戰役模式登場，安裝於M4卡賓槍之上，使用夜視儀時能夠以其紅外線瞄準射擊。
- 2009年—及重製版：只於戰役模式登場，安裝於M4卡賓槍和干預型之上，重製版中使用夜視儀時能夠以其紅外線瞄準射擊。
- 2010年—《荣誉勋章》：只在單人模式中登場，安裝於M4A1上，由AFO海神所屬的美國海軍特種作戰開發組幹員（包括玩家角色“野免”）及第75游騎兵團所使用。使用夜視儀時能夠以其紅外線瞄準射擊。

## 資料來源
1. ↑   (PDF).   [2010-04-01]. （原始内容存档 (PDF)于2010-04-01）.
2. ↑  Pushies, Fred. . MBI Publishing Company. 15 November 2011: 101  [2019-09-02]. ISBN 978-1-61059-750-0. （原始内容存档于2017-04-19）.
3. ↑  Rottman, Gordon L. . Osprey Publishing. 20 December 2011: 66. ISBN 978-1-84908-891-6.
4. 1 2  Halberstadt, Hans. . Zenith Imprint. : 99–100. ISBN 978-1-61060-082-8.

## 外部連結
- （英文）—L-3 Warrior Systems Home－AN/PEQ-2A

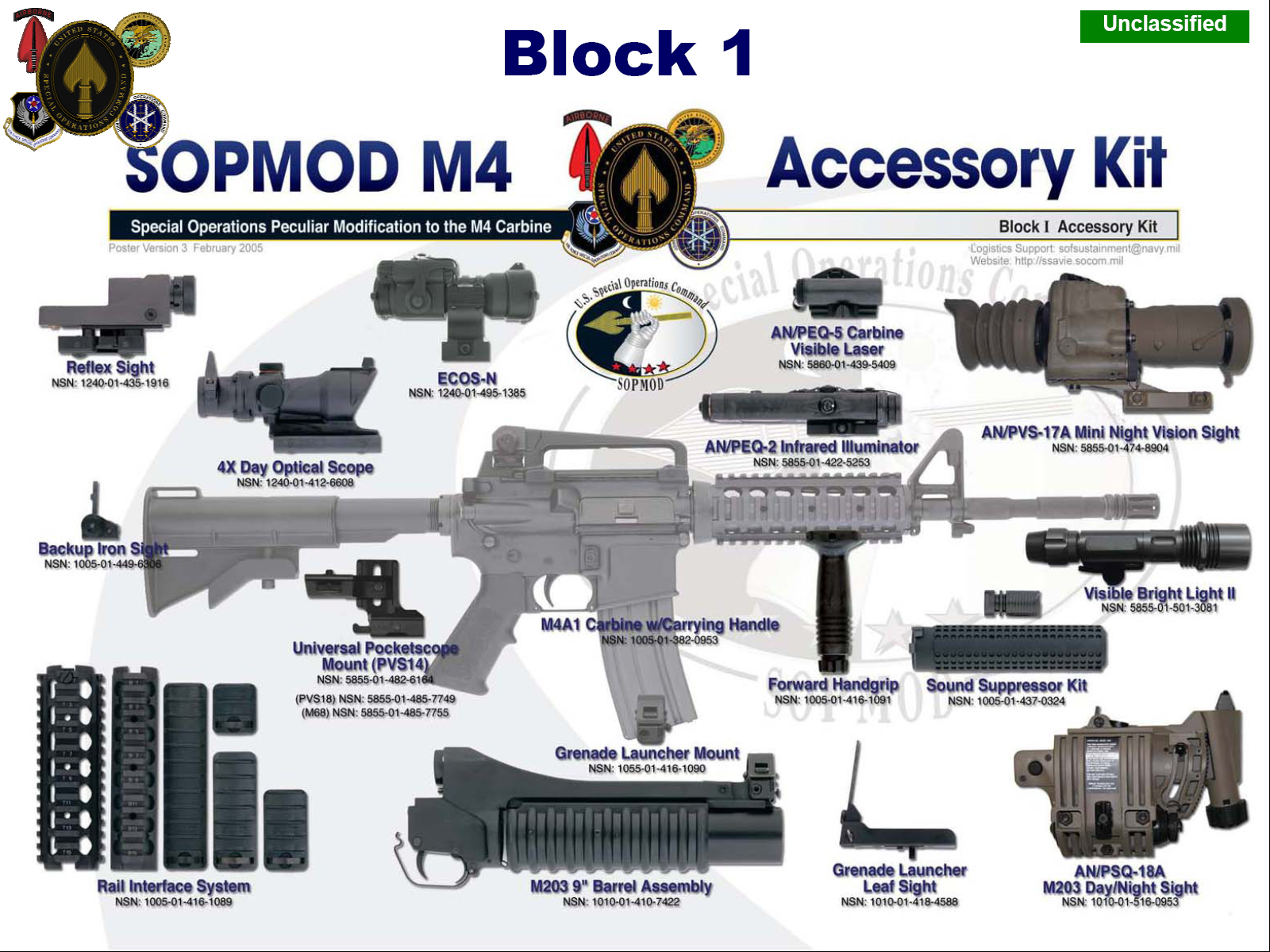
SOPMOD Block I（有AN/PEQ-2A）

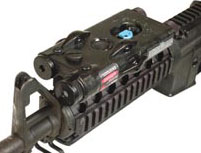
利用MIL-STD-1913戰術導軌裝上後期型M4卡賓槍的AN/PEQ-2A雷射／红外线指示器（簡稱：LAM）

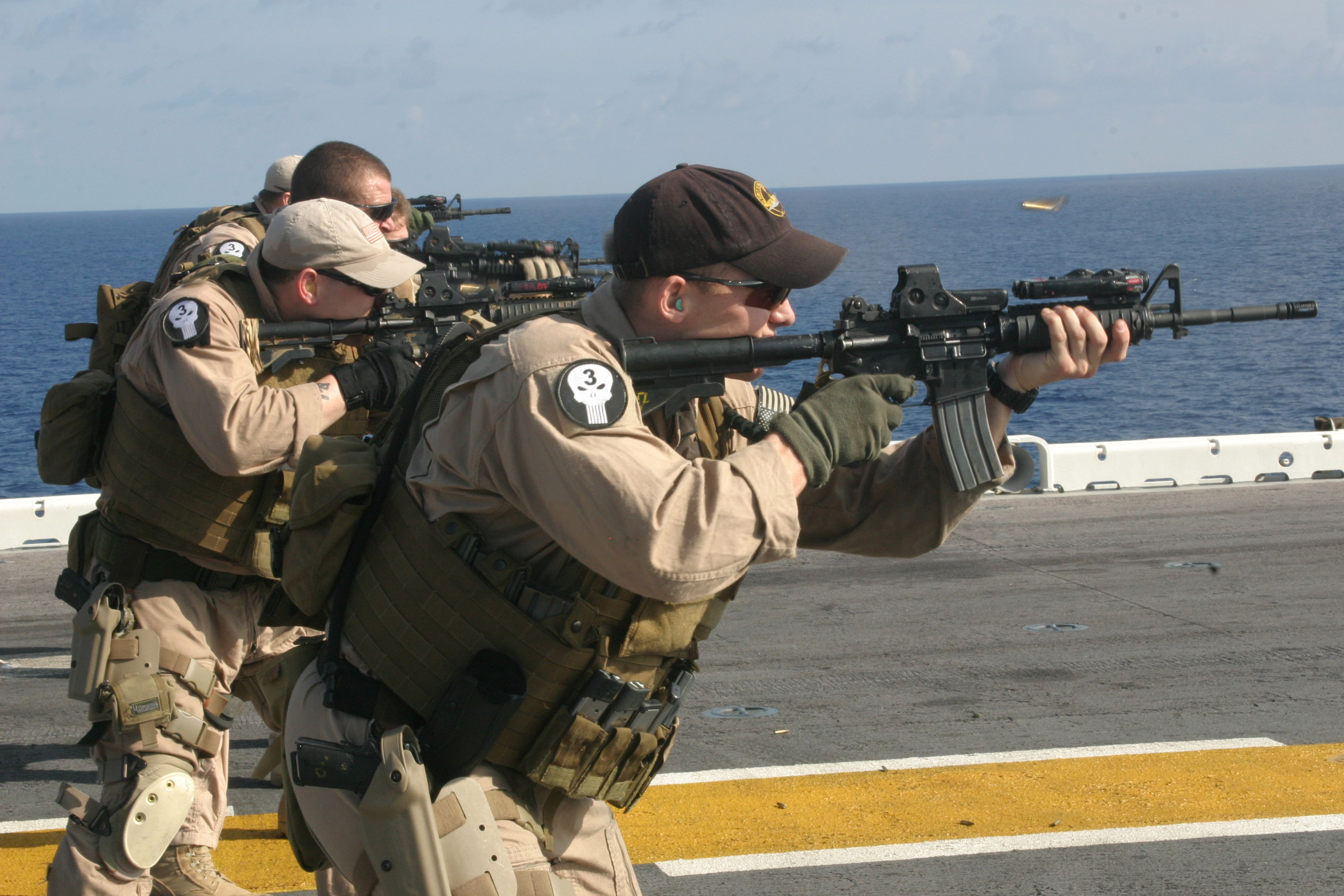
美國海軍陆战队美國海軍陸戰隊遠征隊進行武器射擊訓練，圖中的M4卡賓槍裝有AN/PEQ-2A

- （英文）—U.S. Military Infrared Target Pointer/Illuminator/Aiming Laser, AN/PEQ-2 & 2A（页面存档备份，存于）
- （英文）—Insight Tech-Gear—AN/PEQ-2
- （英文）—AN/PEQ-2, Laser Devices, Night Vision Equipment, Thermal Systems（页面存档备份，存于）
- （简体中文）—D Boy Gun World（槍炮世界）—AR-15/M16专辑—典型的瞄准装置（页面存档备份，存于）